# Elisabeth Flügge
Elisabeth Flügge   (Hamburg, 4 de febrer de 1895 - Hamburg, 2 de febrer de 1983) va ser una mestra alemanya que va rebre el títol de Justa entre les Nacions.

## Biografia
Va néixer Elisabeth Urbach el 4 de febrer del 1895 a Hamburg, una de les tres filles d'un negociant.
Era protestant luterana i la seva casa natal era impregnada pels ideals de la francmaçoneria: tolerància, lliure de prejudici i compromís social. De jove va afiliar-se al moviment romàntic de retorn a la natura, els Wandervogel, on més tard va conéixer el seu futur espòs, un nacionalista alemany. El 1916 va rebre la qualificació professional de mestra d'escola i va començar com a ensenyant el mateix any a una escola de nois a Winterhude. El 1919, poc després de la mort del seu pare es va casar i prendre, com se sol fer a l'Alemany patriarcal, el nom del seu marit: Flügge. Va tenir un fill i una filla i ja aviat es va separar del seu marit fins que el 1926 va divorciar-se.
El 1926 va començar a una escola de noies privada del moviment «escola nova» que educava alumnes de totes les religions o concepcions filosòfiques en una filosofia pluralista. El 1930 va reèxir l'examen de qualificació superior. En aquesta escola s'acolien noies jueues després del tancament d'una escola jueua veïna. Quan la llibertat de moviment dels jueus es va restringir cada dia més va llogar una casa campestre a Ollsen (Hanstedt) a la Landa de Lüneburg per organitzar vacances.
El 1933 va començar una col·lecció d'excerpts de diaris als quals afegia els seus comentaris manuscrits. També llegia les publicacions del grup de la «bekennende Kirche», cristians dissidents de l'església luterana alemanya que s'oposaven contra l'església oficial que aprobava la Gleichschaltung per la dictadura nazi i col·laborava activament amb el règim feixista.
Els seus comentaris són molt clars en un temps quan pocs veus crítiques s'aixecaven. El 18 d'agost del 1934, l'endemà d'un discurs hitlerià a Hamburg, va escriure: « Durant quasi dues hores va anar com un boig, lladrant, escridassant i bromulant, emportat per les seves pròpies paraules, exaltat per la seva voluntat gigantesca, convençut de la seva missió única.» Després del referèndum sobre el cap d'estat del Reich del 19 d'agost del 1934 al qual 89,93% dels alemanys van aprobar que Adolf Hitler reuneixís en la seva persona la funció de canceller del reich i president, amb el títol de «Führer und Reichskanzler», va escriure «que advindrà? un govern de dretes moderat o un dictadura més virulenta? Malgrat l'obligació d'arborar la bandera, no hi ha cap atmosfera de victòria. La gent té una actitud expectativa.» i al costat d'un article sobre una «depuració» contra homosexuals «Quina purificació!» Ella va escriure alt i clar el que molts d'alemanys van pretendre després de la guerra «no haver sabut» (Wir haben es nicht gewusst).
El 1938 les escoles privades van ser abolides pels nazis. En refusar d'afiliar-se al partit nazi, aleshores va ser traslladada a una escola pública a Sankt Pauli, una mena de sanció administrativa, com que havia d'educar els «fills de rojos», dels quals molts pares comunistes i socialistes eren a camps de concentració. El 1940 va esdevenir funcionària i no tenia cap contacte amb alumnes. Quan el 1942 va refusar de col·laborar amb la «Kinderlandverschickung», un programa d'evacuació de la mainada cap a camps d'educació residencials, lluny de les ciutats ciblades pels bombardejos aliats. Nogensmenys el programa quedava poc popular amb els pares que temien una indoctrinació o una separació de llarga durada, el que de fet va ser així en la fi caòtica de la guerra. Va continuar atenent les seves exalumnes jueues i llur famílies. Va ajudar-les per emigrar, i molts van poder sobreviure. No era una resistent en sentit polític del mot, però ajudava com va poder les víctimes del règim dictatorial. Des del juliol del 1943 va acollir a can seva un metge jueu, la seva dona i fill fins després de la guerra.
El seu fill, en servei obligatori a l'exèricit va refusar a la fi del 1944 una promoció d'oficial i riscava l'execució per insubordinació. Va quedar soldat i va morir el gener del 1945 al front de Curlàndia. Després de la guerra Elisabeth Flügge va tornar a la seva professió de mestra i després va esdevenir directriu d'escola, fins que va jubilar-se el 1958.
Va morir el 2 de febrer del 1983 a la seva ciutat de naixença.

## Reconeixement

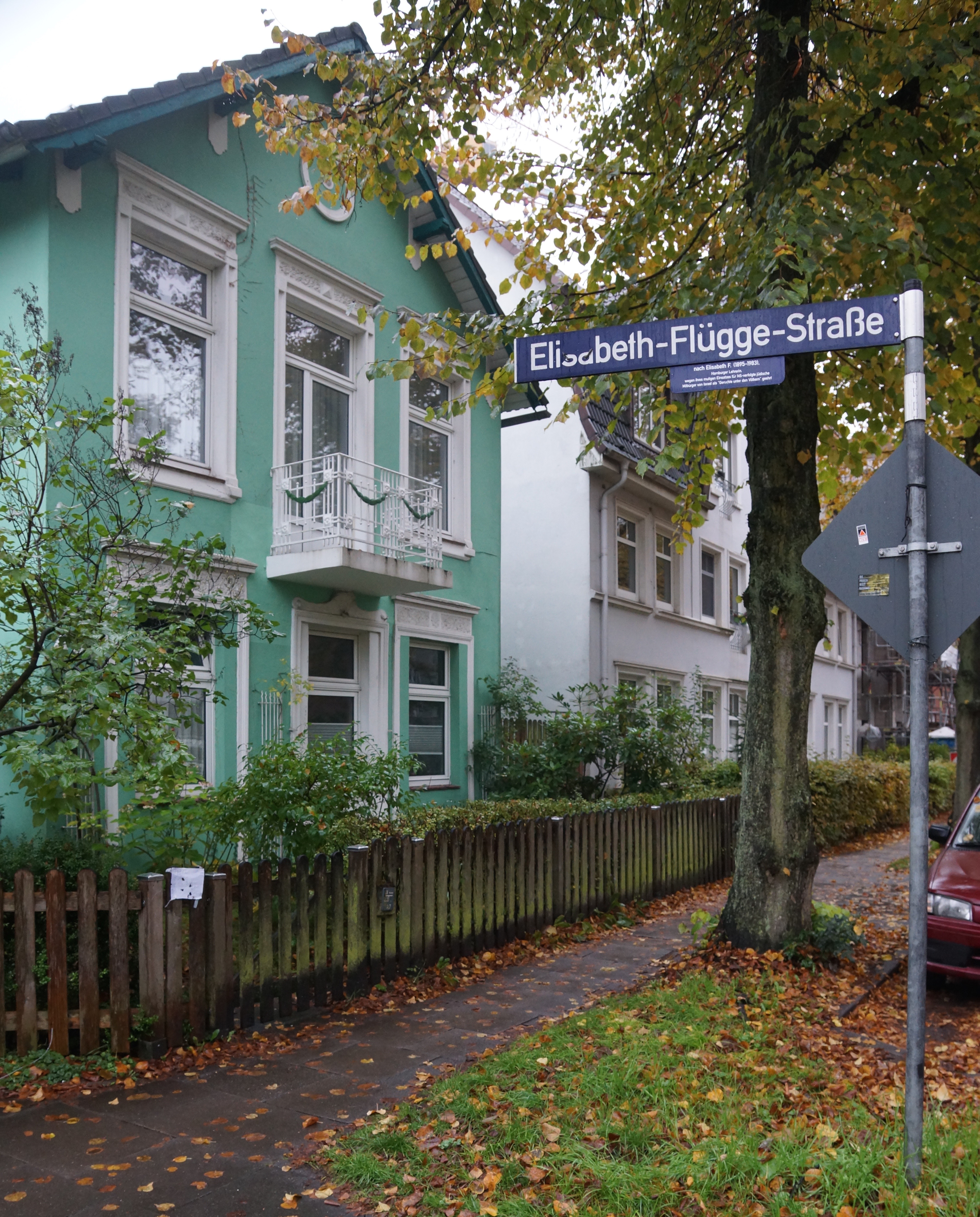
Rètol a l'entrada del carrer Elisabeth-Flügge-Strasse

El 1976 va ser condecorat com a Justa entre les Nacions i el 1981 va rebre el Bundesverdienstkreuz. El 2001 es va publicar la seva col·lecció d'excerpts de diari sota el títol: Com s'acabarà tot això… articles de diaris i anotacions d'Elisabeth Flügge. A Alsterdorf, un barri d'Hamburg, el 2002 es va crear al seu honor el Carrer Elisabeth Flügge.